# Nic Jansen
Nic Jansen   (Herstal, 20 de juny de 1927 - 1974) fou un pilot de motocròs belga que destacà en competició durant els primers anys de la internacionalització d'aquest esport. Com a membre de l'equip de Bèlgica guanyà dues vegades el Motocross des Nations (1948 i 1951). També guanyà tres Campionats de Bèlgica (1949, 1956 i 1961) i un Gran Premi del Campionat del Món de motocròs la temporada de 1957 (concretament, el de Suïssa, celebrat a Ginebra el 5 de maig).

## Trajectòria esportiva
Abans del motocròs, Nic Jansen destacà en un altre esport: l'hoquei sobre gel. Jugà amb l'equip de Herstal, on feia de porter, fins a començaments de la dècada del 1950. Més o menys aquella època, havia començat a practicar el motocròs amb èxit i en fou el primer Campió de Bèlgica, en guanyar la primera edició d'aquest campionat el 1949 amb una Saroléa de 500 cc. El 1956 repetí el títol, aquest cop combinant dos motors a la seva moto: un de Saroléa i un de Matchless. Aquell mateix any, quedà tercer al Campionat d'Europa, darrere de Leslie Archer i John Draper.
A començaments de la dècada del 1960, Jansen canvià de cilindrada i va passar a córrer amb una Greeves de 250cc, amb la qual va guanyar el Campionat de Bèlgica d'aquesta cilindrada el 1961. Durant els darrers anys de la seva carrera, va coincidir amb l'aleshores principiant Joël Robert, a qui va ajudar molt.

## Palmarès al Campionat del Món
Font:
| Any  | Motocicleta       | 500cc | 250cc |
| ---- | ----------------- | ----- | ----- |
| 1952 | Saroléa           | 5è    | -     |
| 1953 | Saroléa           | 8è    | -     |
| 1954 | Saroléa           | 12è   | -     |
| 1955 | Matchless         | 13è   | -     |
| 1956 | Matchless         | 3r    | -     |
| 1957 | Matchless         | 7è    | -     |
| 1958 | ?                 | -     | -     |
| 1959 | Matchless-Saroléa | 12è   | -     |
| 1960 | Matchless         | 17è   | -     |
| 1961 | Greeves           | -     | 13è   |
| 1962 | Greeves           | -     | 17è   |
| 1963 | Matchless Métisse | 16è   | -     |

Notes
1. ↑  Fins al 1956 inclòs no existia el Campionat del Món de 500cc, ans el d'Europa
2. ↑  Fins al 1961 inclòs no existia el Campionat del Món de 250cc, ans el d'Europa